# 情侣路 (珠海)
情侶路是中華人民共和國廣東省珠海市香洲區连接香洲、吉大及拱北的一条城市主干道，始建于1991年，起于海天驿站附近、梅华东路与港湾大道交界处，终于拱北观澳平台附近接昌盛路交界处，大致呈南北走向，全长28公里，兼具对外交通联络、城市综合性主干道、特色品牌旅游路等多重职能，现已成为珠海乃至珠江口西岸的标志性休闲观光景观。
2013年，珠海市实施《珠海市情侣路浪漫风情海岸整体提升规划》，计划将情侶路北延西拓，向北经唐家湾延伸至珠海与中山交界处，向西南经湾仔衍伸至拱北观澳平台延伸至横琴大桥桥头，主辅线一共增加约20公里，全长达到55公里，将成为世界上最长的一条滨海路。

## 命名
珠海这条沿海公路因在香炉湾旁，曾被暂时定名为“香湾大道”。情侣路最早只是一个别名，并非正式的名称，因《羊城晚报》的报道而变成家喻户晓，成为珠海知名度最高的一条沿海马路。关于“情侣路”名字由来，至今广泛流传的一个版本为：20世纪90年代中期，时任珠海市委书记梁广大陪同前国务院总理李鹏夫妇沿着珠海海堤散步，当问及路名时梁广大答“暂定叫香湾路，还没有正式路名”，李鹏听后即兴取名为“情侣路”。珠海市人大常委会原副主任陈焕礼回忆称，当时也有很多命名方案，如“海湾路”“香湾大道”，时任珠海市委书记梁广大最后力排众议，拍板了“情侣路”这个名字，“既代表珠海浪漫的城市气质，也充分体现珠海经济特区是中国改革开放的象征”。

## 历史
在情侣路修建之前，从珠海香洲到拱北的海滨全都是一望无际的沙滩。改革开放后，珠海经济发展迅猛，城市道路不堪重负，市区通往中山、广州方向的只有一条凤凰路，“沿海岸线修一条大马路”的计划被提上日程。当时的珠海市领导在深入研究之后，决定在城市东面再建一条通往中山、广州方向的道路，沿海岸而建，尽量利用海岸空地，不多占土地，也不多占海面，不破坏自然岸线和山体。既要担负起城市道路的功能，也要兼具景观道路的美感。
1991年10月，全长2.9公里的情侣路中段（现海霞新村至德翰大酒店一段）工程动工，为了保持依山傍海的原始风貌，中段菱角咀转弯处保留了路边巨石，占据了一个车道，时至今日，情侣中路仍然是整个情侣路上最窄的一段。1992年春，香洲沿海单位搬迁会议召开，香洲老城区沿岸近20家企业和单位的领导参加，就情侣路北段搬迁工作达成共识。1992年3月，情侣路北段工程开始施工，并采用“24小时开工”的施工模式，全长4.05公里的情侣路北段填土工程仅用了22天完成。1992年8月，情侣路中段竣工，游客从此可直接驾车到香炉湾珠海渔女旁参观游玩。1992年12月，情侣路北段工程竣工通车，并举行了规模盛大的貫通仪式。1993年，情侣路南段开始施工，与澳门填海区实现连接，并于1999年全线完工，实现南北贯通。

## 情侶路分段
根据地理位置的不同，情侣路被分为三段，以香洲北堤码头及九州港码头作为分界线。
| 路段     | 分界                     | 景点                                                 |
| -------- | ------------------------ | ---------------------------------------------------- |
| 情侶北路 | 海天驿站至香洲北堤码头   | 海天驿站、香洲港                                     |
| 情侶中路 | 香洲北堤码头至九州港码头 | 珠海渔女、珠海大剧院、野狸岛、海滨公园、珠海海滨泳场 |
| 情侶南路 | 九州港码头至拱北口岸     | 观澳平台                                             |

## 意外事故
2020年7月24日晚，情侶路交沿河路路口發生一起致2人死亡2人受傷的交通事故。當晚21時19分許，司機趙某某（男，54歲，珠海人）駕駛一輛粵C牌照的小車沿情侶路由南往北方向行駛至華海路路段時，突然撞倒道路中心護欄，衝至對面車道後逆向行駛至沿河路路口與另一小車發生碰撞，並撞3名行人後側翻。事故造成2人死亡2人受傷。警方初步認定，該事故為肇事司機駕駛過程中突發疾病導致車輛失控致人傷亡。